# Kriegsgräberstätte Reutti

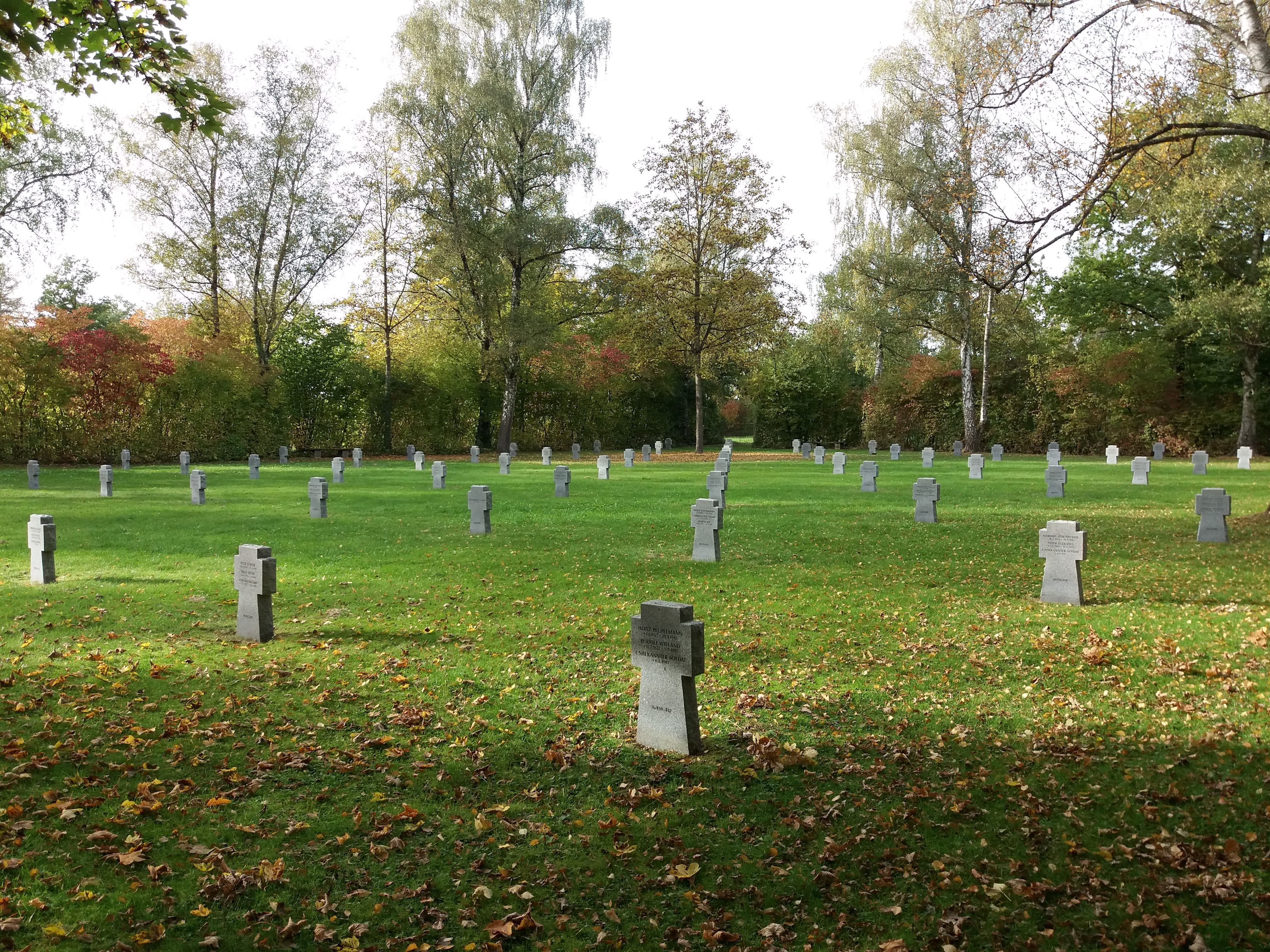
Blick über das Gräberfeld

Die Kriegsgräberstätte Reutti ist eine Begräbnis- und Gedenkstätte für 698 Soldaten und zivile Opfer, die im Zweiten Weltkrieg ihr Leben verloren. Die einzige Kriegsgräberstätte im bayerisch-schwäbischen Landkreis Neu-Ulm liegt in Reutti, einem Ortsteil der Stadt Neu-Ulm.

## Lage und Beschreibung

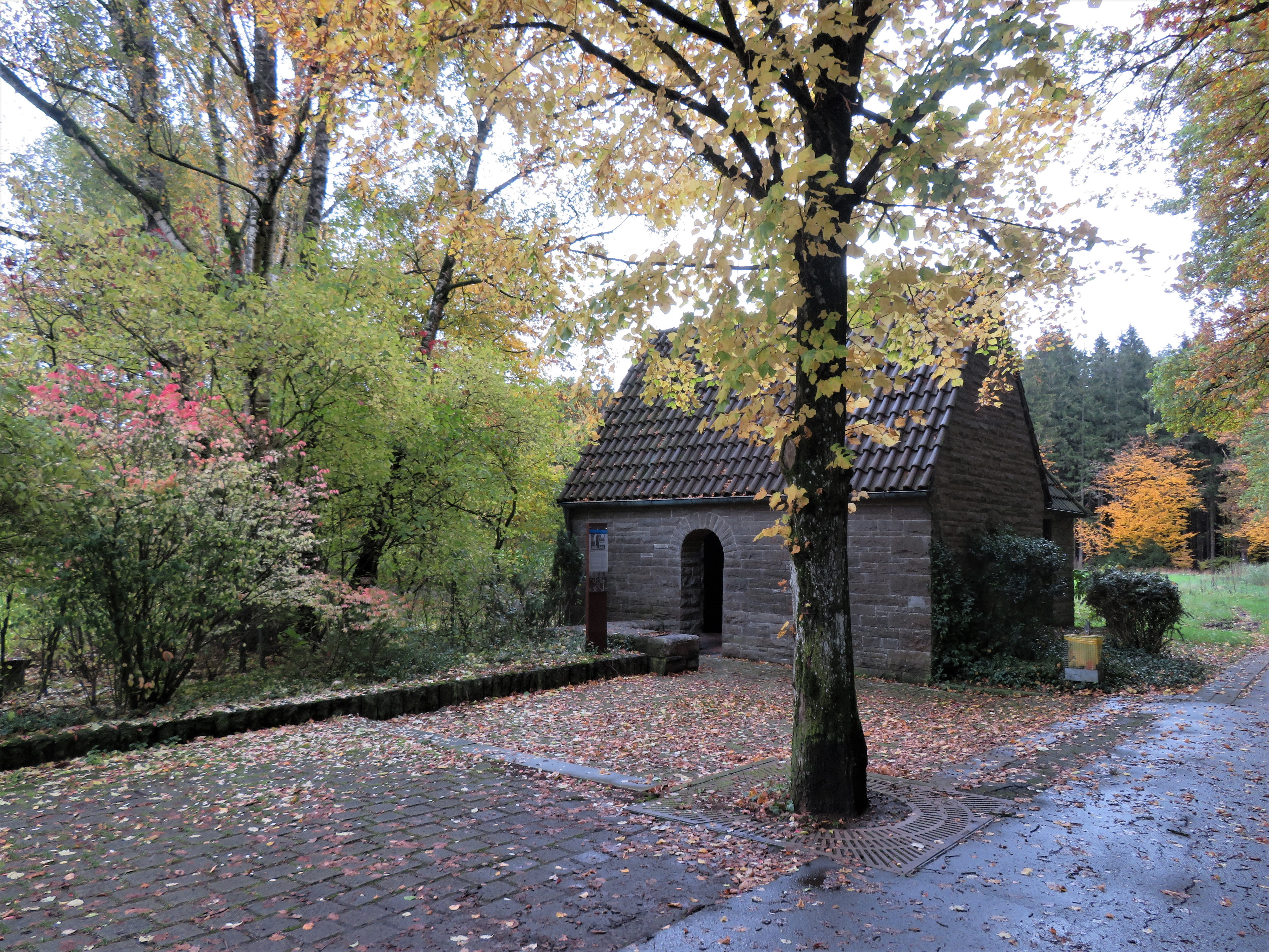
Eingangsbereich mit Parkplätzen, Informationsstele und Kapelle

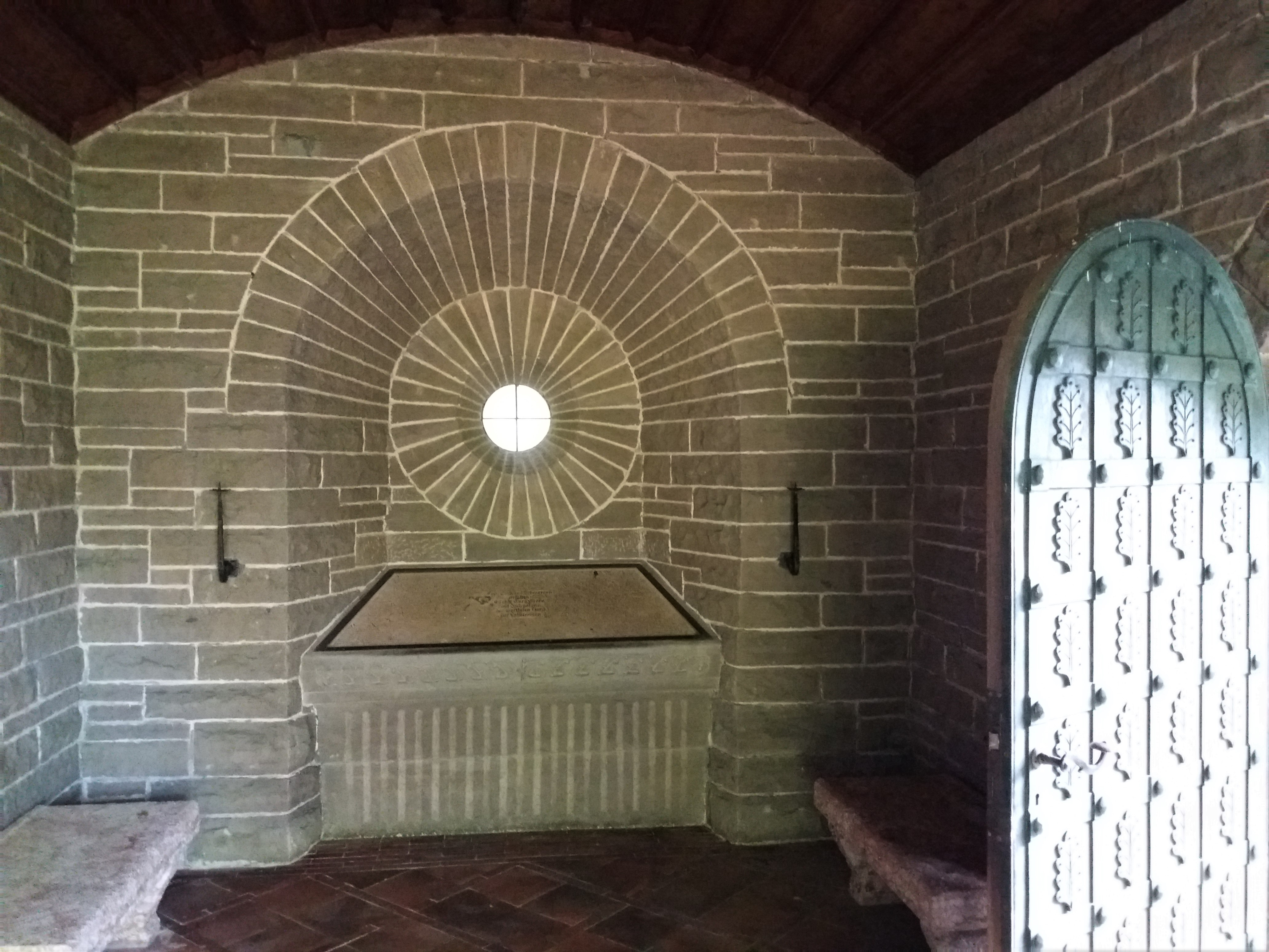
Gedenktafel im Innenraum

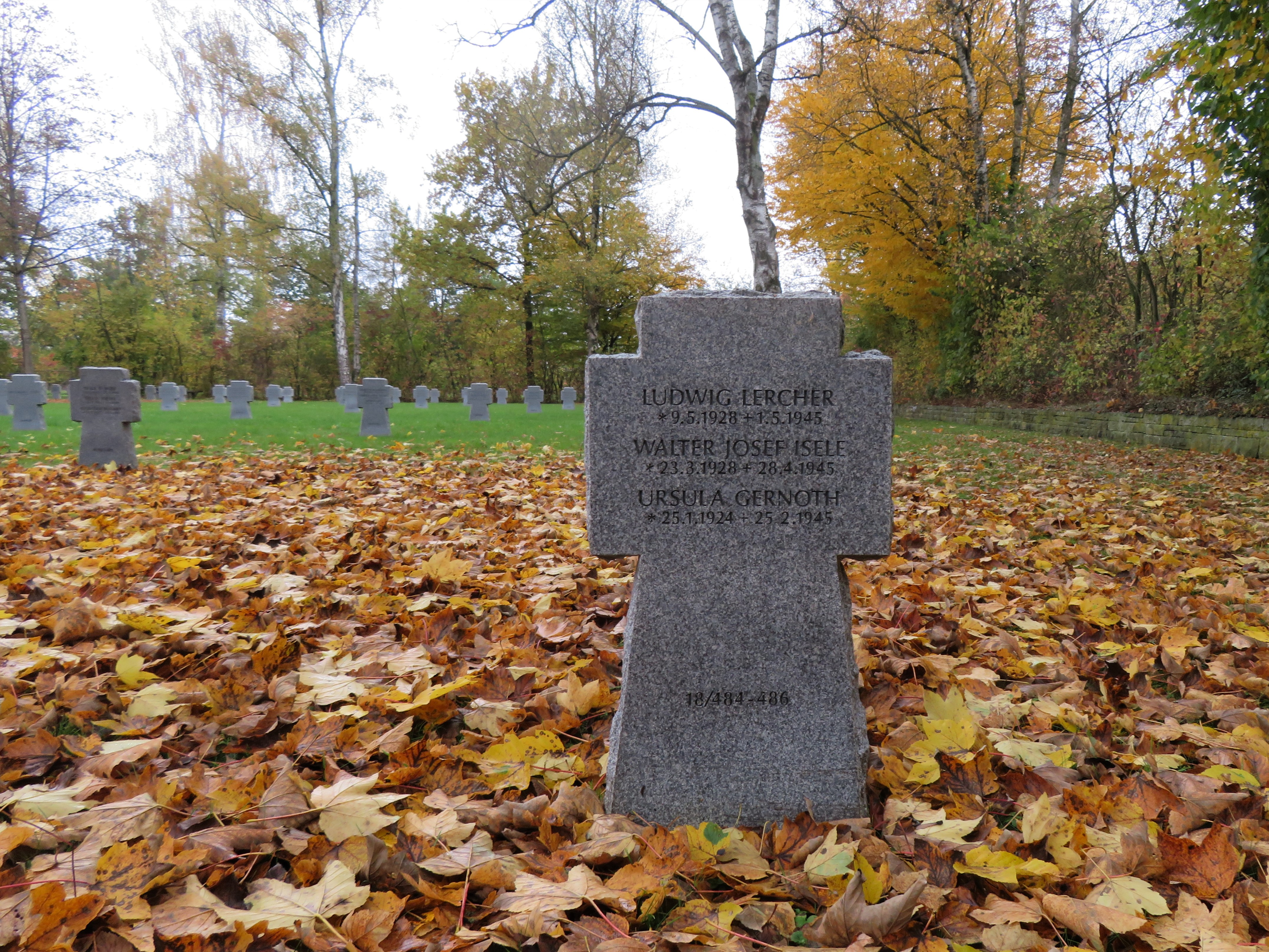
Granitkreuz mit drei Namen

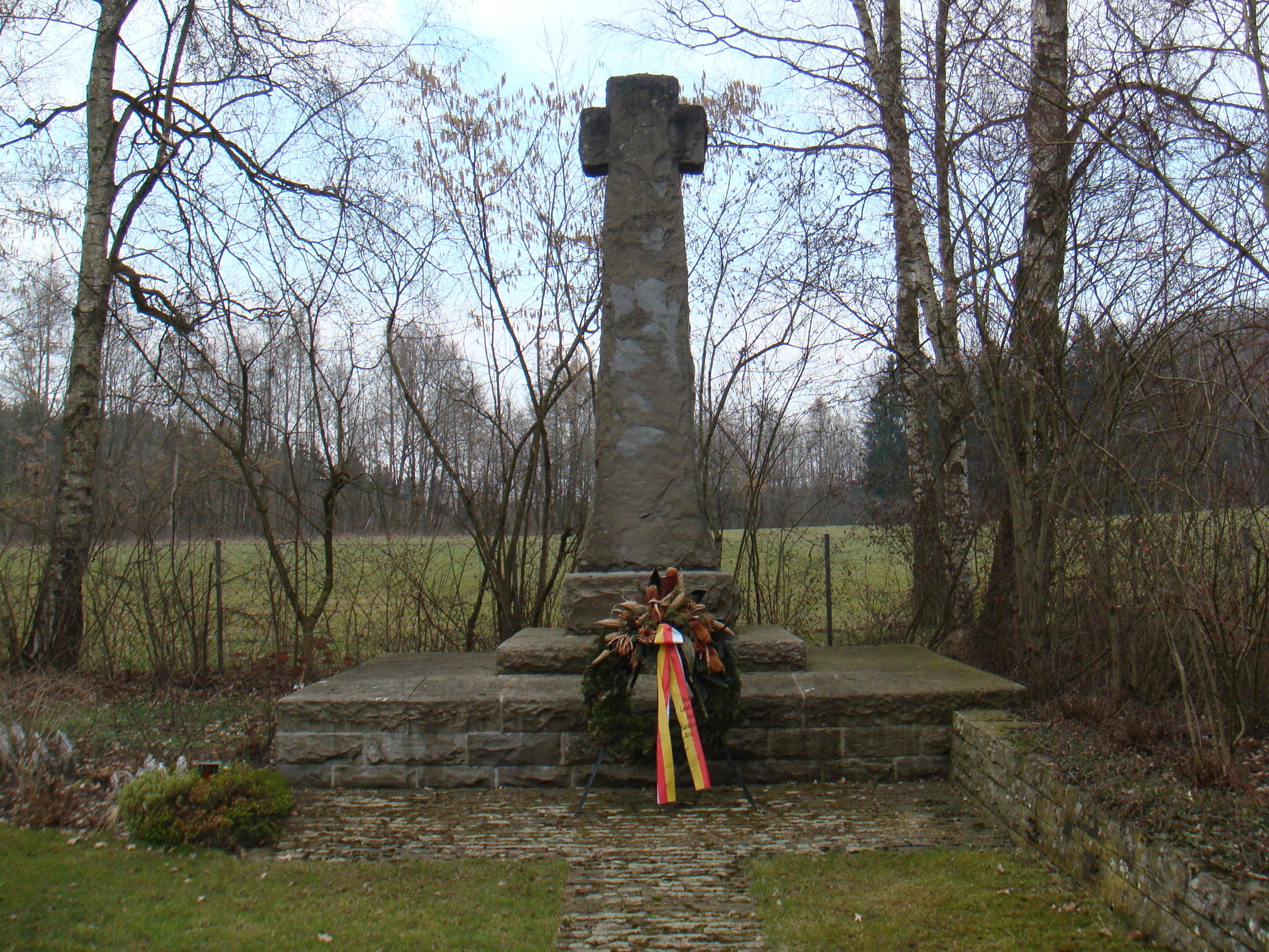
Ehrenmal mit Trauerkranz

Die Kriegsgräberstätte liegt östlich der Ortschaft Reutti und der Autobahn A 7 am Rand eines größeren Waldbestandes. Sie ist auf drei Seiten von Wiesenflächen umgeben und wird im Süden von der Straße „Am Buchwald“ begrenzt, wo sich auch einige Parkplätze befinden. Dort steht ein heller Steinquader mit dem Signet des Volksbundes Deutsche Kriegsgräberfürsorge und der Inschrift „Kriegsgräberstätte Reutti 1939–1945“. Eine Informationsstele der Stadt Neu-Ulm aus der Reihe „Stadtgeschichten“ informiert die Besucher auf Deutsch und Englisch sowie mit historischen Fotos über die Gedenkstätte.
Das Areal ist ringsum mit einem Maschendrahtzaun umgeben und durchgehend mit heimischen Laubgehölzen eingegrünt. Der Zugang zum Friedhof ist nur durch eine kleine Kapelle möglich, die im Südosten des Grundstücks aus großen dunklen Steinen errichtet wurde. Ihre schwere Eingangstür ist mit ornamentierten Metallplatten verkleidet. Im Innenraum befindet sich an der Wand gegenüber der Tür die aus schmiedeeisernen Buchstaben erstellte Inschrift „HIER RUHEN 698 DEUTSCHE SOLDATEN UND LUFTKRIEGSOPFER“. 
In einer Rundbogennische unterhalb des einzigen Fensters an der südlichen Wand liegt auf einem verzierten Steinsockel eine helle, schwarz umrandete Steinplatte. In diese sind in dunkler Schrift die vielen Namen der hier Begrabenen eingraviert. Inmitten der Namen stehen die größer geschriebenen Sätze Laßt Euch das Schweigen gefallen. Es ehrt Eure Größe. Laßt Euch gefallen den wortlosen Dank der Lebendigen.
Besucher können Kommentare und Gedanken in einem offen ausliegenden Kondolenzbuch hinterlassen. 
Durch ein zweiflügeliges schmiedeeisernes Tor gelangt man auf der Nordseite der Kapelle hinaus auf das Gelände der Kriegsgräberstätte. Der gesamte Bereich ist als Wiese angelegt, die mit einigen älteren Laubbäumen, vorwiegend Birken, bestanden ist. Auf der gepflegten Rasenfläche stehen in regelmäßigen Abständen in langen Reihen niedrige Gedenkkreuze aus hellgrauem Granit. Jedes Kreuz trägt eine Inschrift mit den Namen und Lebensdaten von bis zu drei Verstorbenen. Manche Inschriften lauten „Unbekannter Soldat“, denn 114 hier begrabene Personen konnten bisher noch nicht identifiziert werden.
Als einziger Weg auf dem Grundstück führt ein schmaler, grob gepflasterter Pfad von der Kapelle aus direkt zum Ehrenmal in der nordöstlichen Ecke des Friedhofareals. Dort steht ein schlichtes, mehrere Meter hohes dunkelgraues Steinkreuz. Hier werden bei den jährlichen Gedenkveranstaltungen Trauerkränze niedergelegt.

## Geschichte
Die ländlich geprägte Gemeinde Reutti im Südosten von Neu-Ulm wurde erst im Rahmen einer Kreisreform im Jahr 1977 Ortsteil der Großen Kreisstadt Neu-Ulm. Der damals noch selbstständige Ort wurde am 25. April 1945 von US-amerikanischen Truppen besetzt, und die Militärverwaltung requirierte das gemeindeeigene Gelände der heutigen Kriegsgräberstätte als Friedhof für gefallene alliierte Soldaten. Bereits ab Mai 1945 wurden dort auch deutsche Gefallene, zivile Kriegsopfer und Displaced Persons bestattet. Als im Herbst 1945 die sterblichen Überreste der amerikanischen und französischen Soldaten nach Frankreich überführt werden sollten, wurden ehemalige NSDAP-Mitglieder aus Reutti dazu verpflichtet, die Toten zu exhumieren. 
Ab 1949 stand der Friedhof, der anfangs für 1300 Tote vorgesehen war, unter der Obhut des Volksbundes Deutsche Kriegsgräberfürsorge. Darauf weist auch eine kleine Tafel hin, die an einer niedrigen Mauer in der Nähe der Kapelle angebracht wurde. Im Jahr 1950 erfolgte die Umbettung von 449 deutschen Gefallenen aus 54 Orten in der weiteren Umgebung nach Reutti.
Im Laufe der Jahre wurde die Anlage immer mehr vernachlässigt. Die Erdhügel über den Gräbern wurden eingeebnet, und die von Angehörigen aufgestellten Kreuze und Tafeln verschwanden nach und nach von den Gräbern. 
Im Jahr 1954 übernahm der Landkreis Neu-Ulm die Trägerschaft für die Gedenkstätte. Er erwarb 1962 das Grundstück und ist seither für die Pflege und Instandhaltung verantwortlich. Von 1991 bis 1993 erhielt die Anlage im Rahmen einer umfassenden Neugestaltung ihr heutiges Aussehen, und die einheitlichen Granitkreuze wurden aufgestellt. Am 13. Juli 2007 erließ der Landkreis eine Satzung für die Kriegsgräberstätte Reutti, die unter anderem Regelungen bezüglich des Betretungsrechtes, Verhaltensregeln und Verbote enthält. Diese Satzung musste anlässlich von Störungen und Beeinträchtigungen durch rechtsextreme Gruppen im Jahr 2009 überarbeitet und ergänzt werden.
Auf der Kriegsgräberstätte Reutti findet seit 1952 die jährliche zentrale Gedenkfeier des Landkreises Neu-Ulm zum Volkstrauertag statt.